# Dendrofissurella
Dendrofissurella is een geslacht van weekdieren uit de klasse van de Gastropoda (slakken).

## Soort
- Dendrofissurella scutellum (Gmelin, 1791)